# Columbia (Missouri)
Columbia je město v okresu Boone County ve státě Missouri ve Spojených státech amerických. Jde o čtvrté největší město v Missouri po městech Kansas City, St. Louis a Springfield. Zároveň je Columbia 222. největším městem v USA. Leží nedaleko řeky Missouri asi 47 kilometrů od Jefferson City.
K roku 2022 zde žilo 128 555 obyvatel. S celkovou rozlohou 175 km² byla hustota zalidnění 726 obyvatel na km². Ve městě sídlí University of Missouri, přičemž Columbia patří mezi města s nejvzdělanější populací v USA. Asi polovina obyvatel města má vysokoškolské vzdělání.